# Oleg Jurjewitsch Soldatow
Oleg Jurjewitsch Soldatow (russisch Олег Юрьевич Солдатов; * 9. Januar 1963 in Sotschi, Region Krasnodar) ist ein russischer Dirigent.

## Leben
Soldatow studierte am Sankt Petersburger Konservatorium, wo er im Jahr 1986 sein Diplom erhielt. 1990–1991 war er künstlerischer Leiter der Tomsker Symphoniker, 1992–2006 leitete er das Symphonieorchester der Karelischen Philharmonie. Seit 1996 ist er Chefdirigent der Sotschier Symphoniker.

### Auszeichnungen
- Verdienter Künstler der Republik Karelien (2003)
- Kultur-Preis der Russischen Föderation (2005)[1]